# I liga argentyńska w piłce nożnej (1948)
Mistrzem Argentyny w roku 1948 został klub Independiente, a wicemistrzem Argentyny klub River Plate.
Do drugiej ligi nikt nie spadł, za to z drugiej ligi awansowały dwa kluby – Ferro Carril Oeste i Atlanta Buenos Aires. Pierwsza liga została powiększona z 16 do 18 klubów.

## Primera División

### Kolejka 1
| Data             | Mecz |
| ---------------- | --- |
| 18 kwietnia 1948 | CA Banfield – Gimnasia y Esgrima La Plata 4:2 Alberto Gallo (3, 2k), Gustavo Albella - Roberto Alarcón, Joaquín Martínez                                               |
| 18 kwietnia 1948 | Boca Juniors – Racing Club de Avellaneda 1:4 Mario Boyé k - Rubén Bravo (2), Llamil Simes (2)                                                                          |
| 18 kwietnia 1948 | Estudiantes La Plata – Club Atlético Lanús 2:1 Ezequiel Reynoso, Ricardo Infante - Luis López                                                                          |
| 18 kwietnia 1948 | Independiente – Rosario Central 10:2 Camilo Cervino (3), Vicente de la Mata, Juan M. Romay (3), Reinaldo Mourín, Mario Fernández (2) - Alejandro Mur, Antonio Vilariño |
| 18 kwietnia 1948 | Newell’s Old Boys – CA Vélez Sarsfield 3:1 Arturo Buján, Ramón Moyano, Alfredo Runzer - Eduardo Fernández                                                              |
| 18 kwietnia 1948 | CA Platense – Chacarita Juniors 3:2 Francisco Rodríguez, Vicente Sayago (2) - Francisco Campana, Enrique Pessarini                                                     |
| 18 kwietnia 1948 | San Lorenzo de Almagro – CA Huracán 0:1 Waldino Aguirre |
| 18 kwietnia 1948 | CA Tigre – River Plate 1:4 Cándido González - Alfredo Di Stéfano, Ángel Labruna (2), Hugo Reyes                                                                        |

### Kolejka 2
| Data             | Mecz |
| ---------------- | --- |
| 25 kwietnia 1948 | Chacarita Juniors – CA Banfield 1:0 Humberto De Luca |
| 25 kwietnia 1948 | Gimnasia y Esgrima La Plata – San Lorenzo de Almagro 2:5 Joaquín Martínez, Fernando Walter - Armando Farro (3), Oscar Silva, Rinaldo Martino                               |
| 25 kwietnia 1948 | CA Huracán – Boca Juniors 1:1 Waldino Aguirre - Carlos Gómez Sánchez |
| 25 kwietnia 1948 | Independiente – Newell’s Old Boys 2:1 Mario Fernández (2) - Arturo Buján                                                                                                   |
| 25 kwietnia 1948 | Club Atlético Lanús – CA Tigre 3:5 Raúl Martínez, Luis López, Armando Díaz - Pascual Giorgetti, Cándido González, Alberto Cardona, Daniel Montes, Antonio Gómez            |
| 25 kwietnia 1948 | Racing Club de Avellaneda – Estudiantes La Plata 2:3 Norberto Méndez, Llamil Simes k - Ricardo Infante (3) mecz rozegrany został na stadionie klubu San Lorenzo de Almagro |
| 25 kwietnia 1948 | River Plate – CA Vélez Sarsfield 4:2 Ángel Labruna (2), Alfredo Di Stéfano, Félix Loustau - Isaac Scliar, Emilio Espinoza                                                  |
| 28 kwietnia 1948 | Rosario Central – CA Platense 6:2 Benjamín Santos (3, 1k), Juan E. Hohberg, Alejandro Mur, Antonio Vilariño - Juan A. Deleva, Santiago Vernazza k                          |

### Kolejka 3
| Data        | Mecz |
| ----------- | --- |
| 2 maja 1948 | CA Banfield – Rosario Central 4:3 Juan C. Carrera (3), Raúl Walter - Benjamín Santos (2, 1k), Juan E. Hohberg                                            |
| 2 maja 1948 | Boca Juniors – Gimnasia y Esgrima La Plata 7:2 Pío Corcuera (3), Carlos Gómez Sánchez, Mario Boyé (3, 1k) - Rubén Marracino (2)                          |
| 2 maja 1948 | Estudiantes La Plata – CA Huracán 0:1 Octavio Caserio |
| 2 maja 1948 | Newell’s Old Boys – River Plate 1:2 Alfredo Runzer - Alfredo Di Stéfano, Ángel Labruna                                                                   |
| 2 maja 1948 | CA Platense – Independiente 3:0 Vicente Sayago (2), Francisco Rodríguez                                                                                  |
| 2 maja 1948 | San Lorenzo de Almagro – Chacarita Juniors 2:1 Oscar Silva, Armando Farro - Roberto Marino                                                               |
| 2 maja 1948 | CA Tigre – Racing Club de Avellaneda 2:1 José Rico k, Alberto Cardona - Norberto Méndez k                                                                |
| 2 maja 1948 | CA Vélez Sarsfield – Club Atlético Lanús 2:1 Isaac Scliar, Emilio Espinoza - Casimiro Ávalos mecz rozegrany został na stadionie klubu Ferro Carril Oeste |

### Kolejka 4
| Data        | Mecz |
| ----------- | --- |
| 9 maja 1948 | Chacarita Juniors – Boca Juniors 5:1 Marcos Busico, Francisco Campana (4) - Mario Boyé                                   |
| 9 maja 1948 | Gimnasia y Esgrima La Plata – Estudiantes La Plata 2:2 Rubén Marracino, Fernando Walter - José Barreiro, Néstor Guzmán k |
| 9 maja 1948 | CA Huracán – CA Tigre 4:0 Rubén Patiño, Adolfo Pedernera (2), Jacinto Villalba                                           |
| 9 maja 1948 | Independiente – CA Banfield 3:1 Juan M. Romay (3) - Eduardo Silvera                                                      |
| 9 maja 1948 | Club Atlético Lanús – River Plate 1:1 Luis López - Félix Loustau k                                                       |
| 9 maja 1948 | CA Platense – Newell’s Old Boys 0:0                                                                                      |
| 9 maja 1948 | Racing Club de Avellaneda – CA Vélez Sarsfield 0:0 mecz rozegrany został na stadionie klubu San Lorenzo de Almagro       |
| 9 maja 1948 | Rosario Central – San Lorenzo de Almagro 2:3 Antonio Vilariño, Juan E. Hohberg - Rinaldo Martino (2), René Pontoni       |

### Kolejka 5
| Data         | Mecz |
| ------------ | --- |
| 16 maja 1948 | CA Banfield – CA Platense 1:3 Miguel A. Di Pace - Francisco Rodríguez, Santiago Vernazza (2)                                                                |
| 16 maja 1948 | Boca Juniors – Rosario Central 1:2 Néstor Paz - Alejandro Mur, Benjamín Santos                                                                              |
| 16 maja 1948 | Estudiantes La Plata – Chacarita Juniors 1:1 José Barreiro - Roberto Marino                                                                                 |
| 16 maja 1948 | Newell’s Old Boys – Club Atlético Lanús 4:0 Elger Alarcón (2), Raúl Contini (2)                                                                             |
| 16 maja 1948 | River Plate – Racing Club de Avellaneda 2:2 Alfredo Di Stéfano (2) - Rubén Bravo, Norberto Méndez                                                           |
| 16 maja 1948 | San Lorenzo de Almagro – Independiente 0:3 Mario Fernández (2), Camilo Cervino mecz rozegrany został na stadionie klubu Huracán                             |
| 16 maja 1948 | CA Tigre – Gimnasia y Esgrima La Plata 5:4 Antonio Gómez (2), José Rico k, Cándido González (2) - Ruperto Camacho, Roberto Alarcón, Fernando Walter (2, 1k) |
| 16 maja 1948 | CA Vélez Sarsfield – CA Huracán 2:0 Emilio Espinoza, Alfredo Bermúdez mecz rozegrany został na stadionie klubu Chacarita Juniors                            |

### Kolejka 6
| Data         | Mecz |
| ------------ | --- |
| 23 maja 1948 | CA Banfield – Newell’s Old Boys 1:3 Alberto Gallo - Elger Alarcón (2), Juan A. Benavídez                                                                |
| 23 maja 1948 | Chacarita Juniors – CA Tigre 0:1 Alberto Cardona |
| 23 maja 1948 | Gimnasia y Esgrima La Plata – CA Vélez Sarsfield 0:0 |
| 23 maja 1948 | CA Huracán – River Plate 2:0 Octavio Caserio, Ubiré Durán                                                                                               |
| 23 maja 1948 | Independiente – Boca Juniors 1:1 Mario Fernández k - Federico Geronis                                                                                   |
| 23 maja 1948 | CA Platense – San Lorenzo de Almagro 3:2 Vicente Sayago (2), Santiago Vernazza k - Rinaldo Martino, Oscar Silva                                         |
| 23 maja 1948 | Racing Club de Avellaneda – Club Atlético Lanús 4:0 Rubén Bravo (2), Norberto Méndez, Saúl Ongaro mecz rozegrany został na stadionie klubu Boca Juniors |
| 23 maja 1948 | Rosario Central – Estudiantes La Plata 1:3 Benjamín Santos - Néstor Guzmán k, Lidoro Soria s, Ricardo Infante                                           |

### Kolejka 7
| Data         | Mecz |
| ------------ | --- |
| 30 maja 1948 | Boca Juniors – CA Platense 1:2 Federico Geronis - Vicente Sayago, Francisco Rodríguez                                                          |
| 30 maja 1948 | Estudiantes La Plata – Independiente 2:1 José Barreiro, Manuel Pelegrina - Juan M. Romay                                                       |
| 30 maja 1948 | Club Atlético Lanús – CA Huracán 1:0 Alberto Lijé mecz rozegrany został na stadionie klubu Independiente                                       |
| 30 maja 1948 | Newell’s Old Boys – Racing Club de Avellaneda 2:2 Raúl Contini (2) - Juan C. Salvini, Llamil Simes                                             |
| 30 maja 1948 | River Plate – Gimnasia y Esgrima La Plata 5:3 Ángel Labruna (2), José M. Moreno (2), Alfredo Di Stéfano - Fernando Walter (2), Roberto Alarcón |
| 30 maja 1948 | San Lorenzo de Almagro – CA Banfield 1:1 Ángel Zubieta k - Alberto Gallo k mecz rozegrany został na stadionie klubu Huracán                    |
| 30 maja 1948 | CA Tigre – Rosario Central 4:2 Cándido González, José Rico (3, 3k) - Luis Bravo (2)                                                            |
| 30 maja 1948 | CA Vélez Sarsfield – Chacarita Juniors 0:0 mecz rozegrany został na stadionie klubu Platense                                                   |

### Kolejka 8
| Data           | Mecz |
| -------------- | --- |
| 6 czerwca 1948 | CA Banfield – Boca Juniors 0:3 Natalio Pescia, Heleno de Freitas (2)                                                                               |
| 6 czerwca 1948 | Chacarita Juniors – River Plate 1:1 Marcos Busico - Roberto Coll                                                                                   |
| 6 czerwca 1948 | Gimnasia y Esgrima La Plata – Club Atlético Lanús 4:1 Manuel Rodríguez s, Horacio Heredia, Roberto Alarcón, Fernando Walter - Francisco de la Mata |
| 6 czerwca 1948 | CA Huracán – Racing Club de Avellaneda 3:1 Waldino Aguirre, Enrique Cerioni, Jacinto Villalba - Norberto Méndez                                    |
| 6 czerwca 1948 | Independiente – CA Tigre 2:2 Norberto Pairoux (2) - José Rico k, Cándido González                                                                  |
| 6 czerwca 1948 | CA Platense – Estudiantes La Plata 4:0 Vicente Sayago (2), Francisco Rodríguez, Santiago Vernazza                                                  |
| 6 czerwca 1948 | Rosario Central – CA Vélez Sarsfield 5:1 Osvaldo Pérez, Antonio Vilariño, Benjamín Santos (2), Luis Bravo - Osvaldo Bottini                        |
| 6 czerwca 1948 | San Lorenzo de Almagro – Newell’s Old Boys 1:1 Mario Papa - José M. Medina                                                                         |

### Kolejka 9
| Data            | Mecz |
| --------------- | --- |
| 13 czerwca 1948 | Boca Juniors – San Lorenzo de Almagro 1:1 Juan J. Negri - Ángel Zubieta k                                                                                                |
| 13 czerwca 1948 | Estudiantes La Plata – CA Banfield 3:0 José Barreiro, Ricardo Infante, Manuel Pelegrina                                                                                  |
| 13 czerwca 1948 | Club Atlético Lanús – Chacarita Juniors 2:0 Francisco de la Mata, Héctor Tablada                                                                                         |
| 13 czerwca 1948 | Newell’s Old Boys – CA Huracán 0:0 |
| 13 czerwca 1948 | Racing Club de Avellaneda – Gimnasia y Esgrima La Plata 3:0 Rubén Bravo, Norberto Méndez k, Llamil Simes mecz rozegrany został na stadionie klubu San Lorenzo de Almagro |
| 13 czerwca 1948 | River Plate – Rosario Central 0:0 |
| 13 czerwca 1948 | CA Tigre – CA Platense 0:0 |
| 13 czerwca 1948 | CA Vélez Sarsfield – Independiente 0:2 Camilo Cervino, Mario Fernández k mecz rozegrany został na stadionie klubu Ferro Carril Oeste                                     |

### Kolejka 10
| Data            | Mecz |
| --------------- | --- |
| 20 czerwca 1948 | CA Banfield – CA Tigre 4:2 Raúl Walter (2), Gustavo Albella (2) - Cándido González, Pascual Giorgetti                                 |
| 20 czerwca 1948 | Boca Juniors – Newell’s Old Boys 0:1 Raúl Contini                                                                                     |
| 20 czerwca 1948 | Chacarita Juniors – Racing Club de Avellaneda 2:3 Enrique Pessarini (2) - Llamil Simes, Norberto Méndez, Juan C. Fonda                |
| 20 czerwca 1948 | Gimnasia y Esgrima La Plata – CA Huracán 3:1 Fernando Walter, Horacio Heredia, ? - Rubén Patiño                                       |
| 20 czerwca 1948 | Independiente – River Plate 2:1 Juan M. Romay, Reinaldo Mourín - Roberto Coll                                                         |
| 20 czerwca 1948 | CA Platense – CA Vélez Sarsfield 0:3 Juan C. Menéndez e/c, Emilio Espinoza, Isaac Scliar                                              |
| 20 czerwca 1948 | Rosario Central – Club Atlético Lanús 6:1 Antonio Vilariño (2), Luis Bravo, Osvaldo Pérez, Benjamín Santos (2) - Francisco de la Mata |
| 20 czerwca 1948 | San Lorenzo de Almagro – Estudiantes La Plata 0:2 Ricardo Infante (2)                                                                 |

### Kolejka 11
| Data            | Mecz |
| --------------- | --- |
| 27 czerwca 1948 | Estudiantes La Plata – Boca Juniors 1:4 Oscar D’Adario - Jaime Sarlanga, Carlos Gómez Sánchez, Eduardo Ricagni (2)                                                                                  |
| 27 czerwca 1948 | CA Huracán – Chacarita Juniors 3:2 José Vigo, Heraldo Ferreyro, Rubén Patiño - Marcos Busico, Enrique Martegani                                                                                     |
| 27 czerwca 1948 | Club Atlético Lanús – Independiente 0:0 |
| 27 czerwca 1948 | Newell’s Old Boys – Gimnasia y Esgrima La Plata 1:2 Basilio Mardizza - José Santiago, Fernando Walter                                                                                               |
| 27 czerwca 1948 | Racing Club de Avellaneda – Rosario Central 5:2 Llamil Simes (2), Rubén Bravo, Norberto Méndez (2) - Benjamín Santos, Alfredo Fogel mecz rozegrany został na stadionie klubu San Lorenzo de Almagro |
| 27 czerwca 1948 | River Plate – CA Platense 2:1 Ángel Labruna, Alfredo Di Stéfano - Vicente Sayago |
| 27 czerwca 1948 | CA Tigre – San Lorenzo de Almagro 4:0 Cándido González, Amable López, Daniel Montes (2) |
| 27 czerwca 1948 | CA Vélez Sarsfield – CA Banfield 2:1 Raúl Tolosa s, Isaac Scliar k - Alberto Gallo k mecz rozegrany został na stadionie klubu Ferro Carril Oeste                                                    |

### Kolejka 12
| Data          | Mecz |
| ------------- | --- |
| 18 lipca 1948 | CA Banfield – River Plate 2:3 Alberto Gallo, Raúl Walter - Teobaldo Guzmán s, Félix Loustau, Ángel Labruna     |
| 18 lipca 1948 | Boca Juniors – CA Tigre 4:1 Jaime Sarlanga, Mario Boyé (2, 1k), Carlos Gómez Sánchez - Luis Cesáreo            |
| 18 lipca 1948 | Chacarita Juniors – Gimnasia y Esgrima La Plata 3:1 Enrique Martegani (2), Francisco Campana - Fernando Walter |
| 18 lipca 1948 | Estudiantes La Plata – Newell’s Old Boys 3:1 Alberto Pogliani (3) - Juan M. Medina                             |
| 18 lipca 1948 | Independiente – Racing Club de Avellaneda 2:3 Mario Fernández (2, 1k) - Norberto Méndez, Llamil Simes (2)      |
| 18 lipca 1948 | CA Platense – Club Atlético Lanús 2:2 Francisco Rodríguez (2) - Casimiro Ávalos, Luis López                    |
| 18 lipca 1948 | Rosario Central – CA Huracán 7:0 Antonio Vilariño (2), Benjamín Santos (2), Luis Bravo (2), Alejandro Mur      |
| 18 lipca 1948 | San Lorenzo de Almagro – CA Vélez Sarsfield 1:0 Eduardo Reggi                                                  |

### Kolejka 13
| Data          | Mecz |
| ------------- | --- |
| 25 lipca 1948 | Gimnasia y Esgrima La Plata – Rosario Central 3:2 Fernando Walter (2), Ruperto Camacho - Benjamín Santos (2, 1k)                                                      |
| 25 lipca 1948 | CA Huracán – Independiente 0:0 |
| 25 lipca 1948 | Club Atlético Lanús – CA Banfield 1:2 Casimiro Ávalos - Gustavo Albella (2)                                                                                           |
| 25 lipca 1948 | Newell’s Old Boys – Chacarita Juniors 1:0 Arturo Buján |
| 25 lipca 1948 | Racing Club de Avellaneda – CA Platense 4:0 Juan C. Salvini, Ezra Sued, Llamil Simes, Norberto Méndez mecz rozegrany został na stadionie klubu San Lorenzo de Almagro |
| 25 lipca 1948 | River Plate – San Lorenzo de Almagro 0:0 |
| 25 lipca 1948 | CA Tigre – Estudiantes La Plata 1:2 José Rico k - Ricardo Infante (2, 1k)                                                                                             |
| 25 lipca 1948 | CA Vélez Sarsfield – Boca Juniors 0:1 Pío Corcuera mecz rozegrany został na stadionie klubu Ferro Carril Oeste                                                        |

### Kolejka 14
| Data            | Mecz |
| --------------- | --- |
| 1 sierpnia 1948 | CA Banfield – Racing Club de Avellaneda 2:6 Juan C. Fonda s, Victorio Panasci - Llamil Simes (3), Rubén Bravo (2), Ezra Sued |
| 1 sierpnia 1948 | Boca Juniors – River Plate 1:2 Carlos Gómez Sánchez - Ángel Labruna, Hugo Reyes                                              |
| 1 sierpnia 1948 | Estudiantes La Plata – CA Vélez Sarsfield 3:0 Francisco Arbios, Julio Gagliardo (2)                                          |
| 1 sierpnia 1948 | Independiente – Gimnasia y Esgrima La Plata 2:2 Osvaldo Gil, Camilo Cervino - Fernando Walter, Ruperto Camacho               |
| 1 sierpnia 1948 | CA Platense – CA Huracán 1:4 Juan A. Deleva - Waldino Aguirre (2), Antonio Zamaro, Heraldo Ferreyro                          |
| 1 sierpnia 1948 | Rosario Central – Chacarita Juniors 1:3 Benjamín Santos - Roberto Marino, Enrique Pessarini, Marcos Busico                   |
| 1 sierpnia 1948 | San Lorenzo de Almagro – Club Atlético Lanús 2:2 René Pontoni, Eduardo Reggi - Casimiro Ávalos, José V. Ayala                |
| 1 sierpnia 1948 | CA Tigre – Newell’s Old Boys 3:1 Cándido González, Alberto Cardona, Antonio Gómez - Juan A. Benavídez                        |

### Kolejka 15
| Data            | Mecz |
| --------------- | --- |
| 8 sierpnia 1948 | Chacarita Juniors – Independiente 1:3 Humberto De Luca - Reinaldo Mourín (2), Vicente de la Mata                                                                               |
| 8 sierpnia 1948 | Gimnasia y Esgrima La Plata – CA Platense 2:2 Fernando Walter, Ruperto Camacho - Francisco Rodríguez, Antonio Báez                                                             |
| 8 sierpnia 1948 | CA Huracán – CA Banfield 1:1 Octavio Caserio - Saturnino Yebra k |
| 8 sierpnia 1948 | Club Atlético Lanús – Boca Juniors 1:3 Juan A. Pérez - Heleno de Freitas, Mario Boyé k, Pío Corcuera                                                                           |
| 8 sierpnia 1948 | Newell’s Old Boys – Rosario Central 2:0 Antonio Giosa, Ramón Moyano |
| 8 sierpnia 1948 | Racing Club de Avellaneda – San Lorenzo de Almagro 3:1 Roberto Sánchez, Higinio García, Norberto Méndez - Carlos Gambina mecz rozegrany został na stadionie klubu Boca Juniors |
| 8 sierpnia 1948 | River Plate – Estudiantes La Plata 2:1 Alfredo Di Stéfano (2) - Julio Gagliardo                                                                                                |
| 8 sierpnia 1948 | CA Vélez Sarsfield – CA Tigre 3:2 José B. Menéndez, Eduardo Heisecke, Ángel Allegri - Antonio Gómez (2) mecz rozegrany został na stadionie klubu Ferro Carril Oeste            |

### Kolejka 16
| Data             | Mecz |
| ---------------- | --- |
| 15 sierpnia 1948 | Chacarita Juniors – CA Platense 2:0 Humberto De Luca, Eduardo Pessarini k                                                             |
| 15 sierpnia 1948 | Gimnasia y Esgrima La Plata – CA Banfield 0:0                                                                                         |
| 15 sierpnia 1948 | CA Huracán – San Lorenzo de Almagro 1:2 Waldino Aguirre - Eduardo Reggi, Armando Farro                                                |
| 15 sierpnia 1948 | Club Atlético Lanús – Estudiantes La Plata 2:1 Francisco de la Mata, José A. Pérez - Manuel Pelegrina k                               |
| 15 sierpnia 1948 | Racing Club de Avellaneda – Boca Juniors 0:1 Eduardo Ricagni mecz rozegrany został na stadionie klubu San Lorenzo de Almagro          |
| 15 sierpnia 1948 | River Plate – CA Tigre 2:2 Ángel Labruna, Félix Loustau k - Pascual Giorgetti (2)                                                     |
| 15 sierpnia 1948 | Rosario Central – Independiente 5:1 Luis Bravo, Alberto De Zorzi, Antonio Vilariño, Osvaldo Pérez, Alejandro Mur - Mario Fernández    |
| 15 sierpnia 1948 | CA Vélez Sarsfield – Newell’s Old Boys 2:0 Isaac Scliar, Eduardo Heisecke mecz rozegrany został na stadionie klubu Ferro Carril Oeste |

### Kolejka 17
| Data             | Mecz |
| ---------------- | --- |
| 22 sierpnia 1948 | CA Banfield – Chacarita Juniors 1:1 Ernesto Álvarez - Marcos Busico |
| 22 sierpnia 1948 | Boca Juniors – CA Huracán 1:1 Carlos Gómez Sánchez - Joaquín Fernández |
| 22 sierpnia 1948 | Estudiantes La Plata – Racing Club de Avellaneda 0:2 Llamil Simes (2) |
| 22 sierpnia 1948 | Newell’s Old Boys – Independiente 1:2 Ubaldo Faina - Juan S. Ferreyra, Camilo Cervino |
| 22 sierpnia 1948 | CA Platense – Rosario Central 4:0 Antonio Báez (2), Vicente Sayago, Francisco Rodríguez |
| 22 sierpnia 1948 | San Lorenzo de Almagro – Gimnasia y Esgrima La Plata 6:2 Jorge Enrico (2), Roberto Aballay (3), Eduardo Reggi - Fernando Walter, Rubén Marracino                                                 |
| 22 sierpnia 1948 | CA Tigre – Club Atlético Lanús 1:2 Daniel Montes - José V. Ayala, Oscar Contreras |
| 22 sierpnia 1948 | CA Vélez Sarsfield – River Plate 3:3 Ángel Allegri, Osvaldo Bottini, Alfredo Bermúdez - José M. Moreno, Juan C. Muñoz, Félix Loustau mecz rozegrany został na stadionie klubu Ferro Carril Oeste |

### Kolejka 18
| Data             | Mecz |
| ---------------- | --- |
| 29 sierpnia 1948 | Chacarita Juniors – San Lorenzo de Almagro 2:2 Humberto De Luca, Francisco Campana - Jorge Enrico, Rinaldo Martino                                                                               |
| 29 sierpnia 1948 | Gimnasia y Esgrima La Plata – Boca Juniors 0:2 Mario Boyé k, Federico Geronis |
| 29 sierpnia 1948 | CA Huracán – Estudiantes La Plata 0:3 Ezequiel Reynoso (2), Ricardo Infante |
| 29 sierpnia 1948 | Independiente – CA Platense 5:2 Camilo Cervino (3), Osvaldo Gil (2) - Nicolás Falero, Vicente Sayago                                                                                             |
| 29 sierpnia 1948 | Club Atlético Lanús – CA Vélez Sarsfield 1:1 Oscar Contreras k - Osvaldo Bottini |
| 29 sierpnia 1948 | Racing Club de Avellaneda – CA Tigre 6:3 Rubén Bravo (3), Norberto Méndez (2, 1k), Ezra Sued - Luis Cesáreo (2), Antonio Cardona mecz rozegrany został na stadionie klubu San Lorenzo de Almagro |
| 29 sierpnia 1948 | River Plate – Newell’s Old Boys 1:0 Ángel Labruna |
| 29 sierpnia 1948 | Rosario Central – CA Banfield 5:2 Alejandro Mur, Osvaldo Pérez, Antonio Vilariño, Benjamín Santos, Luis Bravoc - Gustavo Albella, Juan C. Carrera                                                |

### Kolejka 19
| Data            | Mecz |
| --------------- | --- |
| 5 września 1948 | CA Banfield – Independiente 0:1 Camilo Cervino |
| 5 września 1948 | Boca Juniors – Chacarita Juniors 3:3 Jaime Sarlanga (2), Carlos Sosa - Francisco Campana, Enrique Pessarini (2)                                                                        |
| 5 września 1948 | Estudiantes La Plata – Gimnasia y Esgrima La Plata 6:1 Ricardo Infante (3), Manuel Pelegrina, Julio Gagliardo, José Barreiro - Fernando Walter                                         |
| 5 września 1948 | Newell’s Old Boys – CA Platense 5:0 Juan A. Benavídez (2), Raúl Contini k, Basilio Mardizza (2)                                                                                        |
| 5 września 1948 | River Plate – Club Atlético Lanús 2:0 José M. Moreno, Ángel Labruna |
| 5 września 1948 | San Lorenzo de Almagro – Rosario Central 5:1 Rinaldo Martino (4), Héctor Rial - Benjamín Santos                                                                                        |
| 5 września 1948 | CA Tigre – CA Huracán 2:2 Cándido González, Juan M. Filgueiras s - José Vigo, Antonio Zamaro                                                                                           |
| 5 września 1948 | CA Vélez Sarsfield – Racing Club de Avellaneda 2:2 Eduardo Fernández, Juan J. Ferraro - Norberto Méndez k, Ángel Allegri s mecz rozegrany został na stadionie klubu Ferro Carril Oeste |

### Kolejka 20
| Data             | Mecz |
| ---------------- | --- |
| 12 września 1948 | Chacarita Juniors – Estudiantes La Plata 2:2 Francisco Campana, Federico Pizarro - Manuel Pelegrina k, Ezequiel Reynoso                               |
| 12 września 1948 | Gimnasia y Esgrima La Plata – CA Tigre 5:1 Joaquín Martínez (2), Roberto Alarcón (2), Alberto I. Rastelli - Cándido González                          |
| 12 września 1948 | CA Huracán – CA Vélez Sarsfield 2:2 José Vigo (2) - Juan J. Ferraro (2)                                                                               |
| 12 września 1948 | Independiente – San Lorenzo de Almagro 3:1 Juan S. Ferreyra, Juan M. Romay (2) - Roberto Aballay                                                      |
| 12 września 1948 | Club Atlético Lanús – Newell’s Old Boys 1:1 José A. Pérez - Raúl Contini                                                                              |
| 12 września 1948 | CA Platense – CA Banfield 3:3 Vicente Sayago, Antonio Báez k, Ernesto Ferreyra - Antonio Iglesias s, Juan C. Carrera (2)                              |
| 12 września 1948 | Racing Club de Avellaneda – River Plate 2:1 Rubén Bravo, Llamil Simes - Ángel Labruna mecz rozegrany został na stadionie klubu San Lorenzo de Almagro |
| 12 września 1948 | Rosario Central – Boca Juniors 0:0 |

### Kolejka 21
| Data             | Mecz |
| ---------------- | --- |
| 19 września 1948 | Boca Juniors – Independiente 1:2 Jaime Sarlanga - Camilo Cervino (2)                                                                                |
| 19 września 1948 | Estudiantes La Plata – Rosario Central 3:0 Manuel Pelegrina (2, 1k), Ricardo Infante                                                                |
| 19 września 1948 | Club Atlético Lanús – Racing Club de Avellaneda 1:1 Oscar Contreras k - Juan C. Salvini                                                             |
| 19 września 1948 | Newell’s Old Boys – CA Banfield 2:0 Basilio Mardizza, Juan C. Sobrero                                                                               |
| 19 września 1948 | River Plate – CA Huracán 4:3 Alfredo Di Stéfano, Félix Loustau (2), Héctor Uzal s - Octavio Caserio (3)                                             |
| 19 września 1948 | San Lorenzo de Almagro – CA Platense 6:2 Eduardo Reggi, Jorge Enrico (2), René Pontoni (3) - Antonio Iglesias, Antonio Báez                         |
| 19 września 1948 | CA Tigre – Chacarita Juniors 1:3 Luis Cesáreo - Enrique Pessarini, Francisco Campana, Humberto De Luca                                              |
| 19 września 1948 | CA Vélez Sarsfield – Gimnasia y Esgrima La Plata 1:1 Juan J. Ferraro - Joaquín Martínez mecz rozegrany został na stadionie klubu Ferro Carril Oeste |

### Kolejka 22
| Data                 | Mecz |
| -------------------- | --- |
| 26 września 1948     | Rosario Central – CA Tigre 4:2 Luis Bravo, Benjamín Santos (2), Antonio Vilariño - Luis Cesáreo (2)                                                                                 |
| 10 października 1948 | CA Banfield – San Lorenzo de Almagro 2:3 Juan C. Carrera, Raúl Walter - René Pontoni, Eduardo Reggi, Rinaldo Martino                                                                |
| 10 października 1948 | Chacarita Juniors – CA Vélez Sarsfield 1:1 Francisco Campana - Juan J. Ferraro |
| 10 października 1948 | Gimnasia y Esgrima La Plata – River Plate 1:2 Fernando Walter - José M. Moreno, Ángel Labruna                                                                                       |
| 10 października 1948 | CA Huracán – Club Atlético Lanús 3:1 Waldino Aguirre, Octavio Caserio, Jacinto Villalba - José A. Pérez                                                                             |
| 10 października 1948 | Independiente – Estudiantes La Plata 3:2 Rodolfo Bisutti, Juan S. Ferreyra, Mario Fernández k - Ricardo Infante, Manuel Pelegrina k                                                 |
| 10 października 1948 | CA Platense – Boca Juniors 3:1 Santiago Vernazza (2), Francisco Rodríguez - Carlos Sosa                                                                                             |
| 10 października 1948 | Racing Club de Avellaneda – Newell’s Old Boys 3:2 Higinio García, Juan C. Salvini, Ezra Sued - Basilio Mardizza (2) mecz rozegrany został na stadionie klubu San Lorenzo de Almagro |

### Kolejka 23
| Data                 | Mecz |
| -------------------- | --- |
| 18 października 1948 | Boca Juniors – CA Banfield 3:2 Heleno de Freitas, Felipe Magnelli, Carlos Sosa k - Juan C. Carrera 2, 1k)                                                                        |
| 18 października 1948 | Club Atlético Lanús – Gimnasia y Esgrima La Plata 1:1 Julio Marángelo - Fernando Walter                                                                                          |
| 18 października 1948 | Newell’s Old Boys – San Lorenzo de Almagro 2:2 Raúl Contini, Francisco Costa - Rinaldo Martino, René Pontoni                                                                     |
| 18 października 1948 | Racing Club de Avellaneda – CA Huracán 4:1 Enrique Cerioni s, Higinio García, Llamil Simes (2) - Waldino Aguirre mecz rozegrany został na stadionie klubu San Lorenzo de Almagro |
| 18 października 1948 | River Plate – Chacarita Juniors 1:1 Alfredo Di Stéfano - Enrique Pessarini |
| 18 października 1948 | CA Tigre – Independiente 2:2 Cándido García k, Pascual Giorgetti - Mario Fernández (2, 1k)                                                                                       |
| 18 października 1948 | CA Vélez Sarsfield – Rosario Central 3:0 Oscar Huss, Eduardo Heisecke, Ángel Allegri mecz rozegrany został na stadionie klubu Ferro Carril Oeste                                 |
| 22 października 1948 | Estudiantes La Plata – CA Platense 5:2 Ricardo Infante (2), Manuel Pelegrina, Ezequiel Reynoso (2) - Antonio Báez, Santiago Vernazza                                             |

### Kolejka 24
| Data                 | Mecz |
| -------------------- | --- |
| 24 października 1948 | CA Banfield – Estudiantes La Plata 5:3 Raúl Walter, Gustavo Albella (2), Nicolás Moreno, Victorio Panasci - Manuel Pelegrina (2), Ricardo Infante |
| 24 października 1948 | Chacarita Juniors – Club Atlético Lanús 2:2 Humberto De Luca, Francisco Campana - Nicolás Daponte, Julio Marángelo                                |
| 24 października 1948 | Gimnasia y Esgrima La Plata – Racing Club de Avellaneda 2:0 Joaquín Martínez, Roberto Alarcón                                                     |
| 24 października 1948 | CA Huracán – Newell’s Old Boys 0:1 Raúl Contini                                                                                                   |
| 24 października 1948 | Independiente – CA Vélez Sarsfield 0:1 Oscar Huss                                                                                                 |
| 24 października 1948 | CA Platense – CA Tigre 5:0 Antonio Báez (3), Santiago Vernazza, Manuel Vidal                                                                      |
| 24 października 1948 | Rosario Central – River Plate 4:3 Alberto De Zorzi (2), Luis Bravo (2) - José M. Moreno, Félix Loustau, Alfredo Di Stéfano                        |
| 24 października 1948 | San Lorenzo de Almagro – Boca Juniors 1:0 Héctor Rial                                                                                             |

### Kolejka 25
| Data                 | Mecz |
| -------------------- | --- |
| 31 października 1948 | Estudiantes La Plata – San Lorenzo de Almagro 1:0 Ezequiel Reynoso                                                                       |
| 31 października 1948 | CA Huracán – Gimnasia y Esgrima La Plata 2:1 José Vigo (2) - Joaquín Martínez                                                            |
| 31 października 1948 | Club Atlético Lanús – Rosario Central 0:0                                                                                                |
| 31 października 1948 | Newell’s Old Boys – Boca Juniors 1:1 Juan A. Benavídez - Carlos Gómez Sánchez                                                            |
| 31 października 1948 | Racing Club de Avellaneda – Chacarita Juniors 2:0 Ezra Sued, Rubén Bravo mecz rozegrany został na stadionie klubu San Lorenzo de Almagro |
| 31 października 1948 | River Plate – Independiente 3:4 Juan C. Muñoz, Ángel Labruna, Alfredo Di Stéfano - Norberto Pairoux (2), Camilo Cervino, Mario Fernández |
| 31 października 1948 | CA Tigre – CA Banfield 4:2 Fernando Rubio, Pascual Georgetti (2), Juan C. Agotegaray - Fernando Walter, Alberto Gallo                    |
| 31 października 1948 | CA Vélez Sarsfield – CA Platense 2:1 José B. Menéndez (2) - Manuel Vidal mecz rozegrany został na stadionie klubu Ferro Carril Oeste     |

### Kolejka 26
| Data              | Mecz |
| ----------------- | --- |
| 14 listopada 1948 | CA Banfield – CA Vélez Sarsfield 3:1 José Arias, Nicolás Moreno (2) - Jorge Miranda                                                                                          |
| 14 listopada 1948 | Boca Juniors – Estudiantes La Plata 1:3 Alfredo Martínez - Héctor Otero s, Juan C. Burgos, Alberto Pogliani                                                                  |
| 14 listopada 1948 | Chacarita Juniors – CA Huracán 0:4 Omar Muraco (2), Cesáreo Cortón, Oscar del Castillo                                                                                       |
| 14 listopada 1948 | Gimnasia y Esgrima La Plata – Newell’s Old Boys 2:2 Oscar Acosta, Rodolfo García Cano - Orlando Peloso k, Elger Alarcón mecz rozegrany został na stadionie klubu Estudiantes |
| 14 listopada 1948 | Independiente – Club Atlético Lanús 1:1 Ramón Reula - Jorge Di Florio |
| 14 listopada 1948 | CA Platense – River Plate 2:2 Juan Blázquez k, Oscar Cadaval - Hipólito Cardozo (2)                                                                                          |
| 14 listopada 1948 | Rosario Central – Racing Club de Avellaneda 6:2 Alberto Cazaubón, Eduardo Laspina, Antonio Gauna (2), Oscar Hidalgo, Eduardo L’Episcopo - Roberto Sánchez, Manuel Ameal      |
| 14 listopada 1948 | San Lorenzo de Almagro – CA Tigre 3:2 Raúl Martina, Luis Gamarra (2) - Manuel Sotopietra, Ruggero                                                                            |

### Kolejka 27
| Data              | Mecz |
| ----------------- | --- |
| 21 listopada 1948 | Gimnasia y Esgrima La Plata – Chacarita Juniors 0:1 Andrés de Lorenzo przerwany w 72 minucie z powodu zamieszek na trybunach – wynik zachowano mecz rozegrany został na stadionie klubu Estudiantes |
| 21 listopada 1948 | CA Huracán – Rosario Central 2:0 Cesáreo Cortón, Oscar del Castillo |
| 21 listopada 1948 | Club Atlético Lanús – CA Platense 1:1 Nicolás Daponte - Enrique Hoffman |
| 21 listopada 1948 | Newell’s Old Boys – Estudiantes La Plata 3:1 Orlando Peloso k, Ricardo Della Pena, Luis Amado - Héctor Antonio                                                                                      |
| 21 listopada 1948 | Racing Club de Avellaneda – Independiente 0:1 Gabriel Gil mecz rozegrany został na stadionie klubu San Lorenzo de Almagro                                                                           |
| 21 listopada 1948 | River Plate – CA Banfield 2:2 Rubén Latanzio, Hipólito Cardozo - Adolfo Hernández, Ernesto Álvarez                                                                                                  |
| 21 listopada 1948 | CA Tigre – Boca Juniors 1:1 Luis Cesáreo - Heleno de Freitas |
| 21 listopada 1948 | CA Vélez Sarsfield – San Lorenzo de Almagro 3:1 Jorge Miranda (2), Jorge Ruiz - Ernesto Paolazzi mecz rozegrany został na stadionie klubu Ferro Carril Oeste                                        |

### Kolejka 28
| Data              | Mecz |
| ----------------- | --- |
| 28 listopada 1948 | CA Banfield – Club Atlético Lanús 2:1 Ernesto Álvarez, Nicolás Moreno - Nicolás Daponte                                         |
| 28 listopada 1948 | Boca Juniors – CA Vélez Sarsfield 3:2 Heleno de Freitas, Carmelo Bulotta, Amalfi Yesso - Luis Manzi, Jorge Miranda              |
| 28 listopada 1948 | Chacarita Juniors – Newell’s Old Boys 1:4 Federico Pizarro - Ricardo Della Pena, Orlando Peloso k, Rodolfo Durán, Elger Alarcón |
| 28 listopada 1948 | Estudiantes La Plata – CA Tigre 3:0 Juan C. Burgos, Alberto Pogliani, Héctor Antonio                                            |
| 28 listopada 1948 | Independiente – CA Huracán 2:1 Roberto Berdia k, Osvaldo Bianco - Rodolfo De Santis                                             |
| 28 listopada 1948 | CA Platense – Racing Club de Avellaneda 1:1 Oscar Cadaval - Roberto Sánchez                                                     |
| 28 listopada 1948 | Rosario Central – Gimnasia y Esgrima La Plata 4:0 Eduardo Laspina (3), Oscar Hidalgo                                            |
| 28 listopada 1948 | San Lorenzo de Almagro – River Plate 3:3 Raúl Gutiérrez (2), Ernesto Paolazzi - Eliseo Prado, Oscar Coll, Roberto Otero         |

### Kolejka 29
| Data           | Mecz |
| -------------- | --- |
| 7 grudnia 1948 | Newell’s Old Boys – CA Tigre 6:1 Luis Amado, Rodolfo Durán, Elger Alarcón (2), Ricardo Ráccaro, Ricardo Della Pena - Luis Césareo |
| 8 grudnia 1948 | Chacarita Juniors – Rosario Central 2:1 Osvaldo Montero, Yaco Danón - Eduardo L’Episcopo |
| 8 grudnia 1948 | Gimnasia y Esgrima La Plata – Independiente 1:4(0:1) mecz rozegrany został na stadionie klubu Banfield Widzowie: 900 Sędzia: John Cox. Bramki: 0:1 Gabriel Oscar Gil 42k, 0:2 Gabriel Oscar Gil 63k, 0:3 José Timmler 79, 1:3 Juan Bescos 83k, 1:4 Atilio Paramidani 87 Club de Gimnasia y Esgrima La Plata: Rubén Busetti – Ricardo Freyre (81 czerwona kartka), Juan Bescos, Pedro Irineo Peralta, Enrique Araujo, Juan Carlos Salzano, Ricardo Balancini, Carlos Néstor Odoguardi (67 czerwona kartka), Juan Antonucci, Enrique de la Vega, Horacio Heredia. CA Independiente: Eduardo Alberto López – Nito Osvaldo Veiga, Héctor Hugo Riera, Porfirio Emilio Arias, Gabriel Oscar Gil, Ángel Lago, Roberto Berdia, Atilio Paramidani, Osvaldo Bianco, Juan Lorenzo, José Timmler. |
| 8 grudnia 1948 | CA Huracán – CA Platense 1:2 Salinas - Basilio Padrón, Rodolfo De Santis s |
| 8 grudnia 1948 | Club Atlético Lanús – San Lorenzo de Almagro 4:0 José V. Ayala, Nicolás Daponte (2), José Florio |
| 8 grudnia 1948 | River Plate – Boca Juniors 1:1 Rubén Latanzio - Raúl Garfagnoli |
| 8 grudnia 1948 | CA Vélez Sarsfield – Estudiantes La Plata 3:2 Luis Manzi (2), Jorge Miranda - Alberto Pogliani, Norberto López Delgado mecz rozegrany został na stadionie klubu Ferro Carril Oeste |

### Kolejka 30
| Data            | Mecz |
| --------------- | --- |
| 11 grudnia 1948 | Estudiantes La Plata – River Plate 0:0                                                                                             |
| 11 grudnia 1948 | Rosario Central – Newell’s Old Boys 3:2 Eduardo Laspina (2), Alberto Cazaubón - Orlando Peloso, Elger Alarcón                      |
| 12 grudnia 1948 | CA Banfield – CA Huracán 5:1 José Arias (3), Nicolás Moreno (2) - Cesáreo Cortón                                                   |
| 12 grudnia 1948 | Boca Juniors – Club Atlético Lanús 3:3 Amalfi Yesso, Heleno de Freitas, Alberto Méndez - Nicolás Daponte (2), José Florio          |
| 12 grudnia 1948 | Independiente – Chacarita Juniors 1:2 Juan R. Lorenzo - Yaco Danón, Alberto César                                                  |
| 12 grudnia 1948 | CA Platense – Gimnasia y Esgrima La Plata 3:2 Basilio Padrón, Juan C. Menéndez k, Juan Blázquez - Carlos Odoguardi, Juan Antonucci |
| 12 grudnia 1948 | CA Tigre – CA Vélez Sarsfield 1:1 Rubén Maggio - Manuel Barbeito                                                                   |

### Końcowa tabela sezonu 1948
| Poz | Klub                        | Mecze | Zw | Rem | Por | Pkt | BrZd | BrStr |
| --- | --------------------------- | ----- | -- | --- | --- | --- | ---- | ----- |
| 1   | Independiente               | 30    | 17 | 7   | 6   | 41  | 65   | 42    |
| 2   | River Plate                 | 30    | 12 | 13  | 5   | 37  | 59   | 48    |
| 3   | Estudiantes La Plata        | 30    | 16 | 4   | 10  | 36  | 63   | 45    |
| 4   | Racing Club de Avellaneda   | 30    | 15 | 6   | 9   | 32* | 68   | 45    |
| 5   | Newell’s Old Boys           | 30    | 12 | 8   | 10  | 32  | 54   | 37    |
| 6   | San Lorenzo de Almagro      | 30    | 12 | 8   | 10  | 32  | 55   | 54    |
| 7   | CA Vélez Sarsfield          | 30    | 11 | 10  | 9   | 32  | 44   | 44    |
| 8   | Boca Juniors                | 30    | 10 | 10  | 10  | 30  | 52   | 47    |
| 9   | CA Platense                 | 30    | 11 | 8   | 11  | 30  | 57   | 65    |
| 10  | CA Huracán                  | 30    | 11 | 7   | 12  | 29  | 45   | 49    |
| 11  | Chacarita Juniors           | 30    | 9  | 10  | 11  | 28  | 45   | 48    |
| 12  | Rosario Central             | 30    | 12 | 3   | 15  | 27  | 74   | 73    |
| 13  | CA Banfield                 | 30    | 9  | 6   | 15  | 24  | 54   | 67    |
| 14  | CA Tigre                    | 30    | 8  | 7   | 15  | 23  | 56   | 81    |
| 15  | Club Atlético Lanús         | 30    | 5  | 13  | 12  | 23  | 38   | 57    |
| 16  | Gimnasia y Esgrima La Plata | 30    | 6  | 8   | 16  | 20  | 51   | 78    |

- Racing Club de Avellaneda – 4 punkty odjęte

### Klasyfikacja strzelców bramek 1948
| Gole | Piłkarz         | Klub                        |
| ---- | --------------- | --------------------------- |
| 21   | Benjamín Santos | Rosario Central             |
| 19   | Ricardo Infante | Estudiantes La Plata        |
| 19   | Llamil Simes    | Racing Club de Avellaneda   |
| 19   | Fernando Walter | Gimnasia y Esgrima La Plata |
| 16   | Ángel Labruna   | River Plate                 |